# Mihai Eminescu, Botoșani
Mihai Eminescu là một xã thuộc hạt Botoșani, România. Dân số thời điểm năm 2002 là 6490 người.